# تپه می‌رمینگه سفلی
تپه می‌رمینگه سفلی مربوط به دوره نوسنگی است و در شهرستان گیلانغرب، بخش گواور، دهستان گواور، ۷۰۰ متری شرق روستای میرسنگی سفلی واقع شده و این اثر در تاریخ ۲۷ اسفند ۱۳۸۶ با شمارهٔ ثبت ۲۲۳۸۵ به‌عنوان یکی از آثار ملی ایران به ثبت رسیده است.